# Archieparquía de Adana de los greco-melquitas
La archieparquía titular de Adana de los greco-melquitas (en latín: Archieparchia Adanensis Graecorum Melkitarum) es una archieparquía titular de la Iglesia católica conferida a miembros de la Iglesia greco-melquita católica. Corresponde a una antigua arquidiócesis del patriarcado de Antioquía cuya sede estaba en la ciudad de Adana en la actual Turquía. 

## Historia
El primer obispo conocido de Adana es Paulino, uno de los signatarios del Concilio de Nicea I en 325. El obispo Pisón se adhirió inicialmente al arrianismo y, como tal, participó en el Concilio de Sárdica circa 344, para luego separarse de los otros obispos arrianos y participar en el sínodo alternativo en Filipópolis. Posteriormente regresó a la ortodoxia y firmó la profesión de fe de Nicea en el sínodo de Antioquía de 363. Ciriaco participó en el Concilio de Constantinopla I en 381. El obispo Anatolio es mencionado en una epístola de san Juan Crisóstomo. Cirilo asistió al Concilio de Éfeso en 431 y a un sínodo celebrado en Tarso en 434. Felipe intervino en el Concilio de Calcedonia en 451 y en 458 firmó la carta de los obispos de Cilicia al emperador León después de la muerte de Proterio de Alejandría. Un obispo anónimo está documentado alrededor de 538. 
Adana fue una diócesis sufragánea de la sede metropolitana de Tarso, pero fue elevada al rango de arquidiócesis autocéfala después de 680, año en que su obispo Juan apareció como simple obispo en el Concilio de Constantinopla III, pero antes de su inclusión en la Notitiae Episcopatuum del siglo X como arquidiócesis. 
A mediados del siglo VII la ciudad fue capturada por los árabes musulmanes. Los bizantinos recuperaron Adana en 964 y la perdieron a manos de la dinastía selyúcida en 1071. Los cruzados la ocuparon en 1097 y en 1132 pasó al Reino armenio de Cilicia. Cambió de mano varias veces entre armenios y bizantinos hasta la ocupación de los mamelucos en 1359. En 1517 Adana fue capturada por el Imperio otomano.

### Sede titular
Una sede titular católica es una diócesis que ha cesado de tener un territorio definido bajo el gobierno de un obispo y que hoy existe únicamente en su título. Continúa siendo asignada a un obispo, quien no es un obispo diocesano ordinario, pues no tiene ninguna jurisdicción sobre el territorio de la diócesis, sino que es un oficial de la Santa Sede, un obispo auxiliar, o la cabeza de una jurisdicción que es equivalente a una diócesis bajo el derecho canónico.
La archieparquía titular de Adana de los greco-melquitas fue conferida por primera vez por la Santa Sede el 19 de agosto de 1975 al obispo de curia Grégoire Haddad.
Existe además la arquidiócesis titular latina de Adana y la eparquía titular de Adana de los armenios.

## Cronología de los obispos

### Obispos de la sede residencial
- Paulino † (mencionado en 325)
- Pisón † (antes de 344-después de 363)
- Ciriaco † (mencionado en 381)
- Anatolio † (mencionado circa 400)
- Cirilo † (antes de 431-después de 434)
- Felipe † (antes de 451-después de 458)
- Anónimo † (mencionado en 538)
- Juan † (mencionado en 680)

### Obispos de la sede titular
Grégoire Haddad † (19 de agosto de 1975-23 de diciembre de 2015 falleció)